# Zagorzyce (powiat staszowski)
Zagorzyce – wieś w Polsce położona w województwie świętokrzyskim, w powiecie staszowskim, w gminie Bogoria.
W latach 1975–1998 miejscowość należała administracyjnie do województwa tarnobrzeskiego.

## Dawne części wsi – obiekty fizjograficzne
W latach 70. XX wieku przyporządkowano i opracowano spis lokalnych części integralnych dla Zagorzyc zawarty w tabeli 1.

| Nazwa wsi – miasta    | Nazwy części wsi – miasta         | Nazwy obiektów fizjograficznych – charakter obiektu |
| --------------------- | --------------------------------- | --- |
| I. Gromada SZCZEGLICE |                                   | |
| 1. Zagorzyce          | 1. Kolonie 2. Niwka 3. Pod Wolicą | 1. Bełt — łąka 2. Brodek — pole 3. Dworskie — pole 4. Kolonie — łąka, pole 5. Niwka — pole 6. Pastwiska — pole 7. Pod Rzekami — pole 8. Pod Wolicą — pole 9. Wygonek — pole |

## Historia
Wieś w 1629 roku należała do Pakosława Lipnickiego, podobnie jak sąsiednia wieś Wysoki Małe. Według rejestru poborowego powiatu sandomierskiego z 1629 roku we wsi tej mieszkało: 5 chłopów, którzy gospodarowali na 1 i 1/4 łana i płacili 5 florenów podatku; 2 ogrodników z ogrodami, którzy płacili 1 floren i 20 groszy podatku; 1 komornik ubogi, który płacił 8 groszy poboru; 1 rzemieślnik płacący 16 groszy podatku; oraz płacono z pół łana ziemi wykorzystywanej do produkcji rolnej na potrzeby propinacyjne, 1 floren i 16 groszy poboru. Razem oddano 7 florenów i 26 groszy poboru.
W Słowniku geograficznym z 1895 roku opisane jako wieś i folwark, należące do powiatu sandomierskiego, gminy Górki i parafii Szczeglice, oddalone o 28 wiorst od Sandomierza. W 1827 roku liczyły 18 domów i 28 mieszkańców, zaś w 1895 roku 22 domy i 116 mieszkańców.

## Literatura
1. Kaczmarek Leon (red. nauk. zeszytu), Taszycki Witold (red. nauk. wyd.): Urzędowe Nazwy miejscowości i obiektów fizjograficznych. 33. Powiat staszowski województwo kieleckie. Komisja ustalania nazw miejscowości i obiektów fizjograficznych (do użytku służbowego). Z: 33. Warszawa: Urząd Rady Ministrów. Biuro do Spraw Prezydiów Rad Narodowych, 1970. Brak numerów stron w książce
2. Zbigniew Anusik. Własność ziemska w powiecie sandomierskim w roku 1629. „Przegląd Nauk Historycznych 2012, R. XI, Nr.2”.